# Ivan Reitman
Ivan Reitman, OC (Komárno, 27 de outubro de 1946 — Montecito, 12 de fevereiro de 2022) foi um cineasta, roteirista, produtor, ator e dublador eslovaco, radicado no Canadá. Foi proprietário da The Montecito Picture Company, fundada em 1998. Seu filho, Jason Reitman, também é cineasta.
Dirigiu filmes de grande sucesso como Meatballs (1979), Stripes (1981), Ghostbusters (1984), Twins (1988), Kindergarten Cop (1990), Dave (1993) e Júnior (1994). Reitman também foi produtor de filmes como Beethoven (1992), Space Jam (1996) e Up in the Air (2009), esse último indicado ao Oscar de Melhor Filme.

## Início da vida
Reitman nasceu em Komárno, na Eslováquia, então parte da Checoslováquia, filho de Klara e Ladislav "Leslie" Reitman. Os pais de Reitman eram judeus. Sua mãe sobreviveu ao Campo de Concentração de Auschwitz e seu pai era um combatente da resistência subterrânea. Sua família veio para o Canadá como refugiados em 1950. Reitman participou do Oakwood Collegiate em Toronto e foi membro do grupo de canto Twintone Four.
Reitman frequentou a Universidade McMaster, recebendo um Bacharel em música em 1969. Na McMaster, ele produziu e dirigiu vários curtas-metragens.

## Vida pessoal
Reitman foi casado com Geneviève Robert desde 1976. Reitman tem um filho e duas filhas. Seu filho, Jason Reitman, é um diretor de cinema mais conhecido por seus filmes Juno, Obrigado por Fumar, e Up in the Air, pelo qual ganhou um Globo de Ouro de melhor roteiro. Sua filha Catherine Reitman fez parte do grupo de comédia The Groundlings, em Los Angeles, e é protagonista, criadora e roteirista da série Workin' Moms. Sua outra filha, Caroline Reitman, estudou no colégio Santa Barbara City. A esposa de Reitman é convertida ao judaísmo. 
Em 2009, recebeu a Ordem do Canadá "por suas contribuições como diretor e produtor, e por sua promoção das indústrias canadenses de cinema e televisão". 
Em abril de 2011, ele recebeu o Prêmio do Prefeito em sua cidade natal, Komárno.
Faleceu em Montecito, Califórnia, em 12 de fevereiro de 2022.

## Atores que mais trabalharam em seus filmes
| Ator/Atriz            | Meatballs (1979) | Stripes (1981) | Ghostbusters (1984) | Legal Eagles (1986) | Twins (1988) | Ghostbusters II (1989) | Kindergarten Cop (1990) | Dave (1993) | Junior (1994) | Evolution (2001) | No Strings Attached (2011) | Draft Day (2014) |
| --------------------- | ---------------- | -------------- | ------------------- | ------------------- | ------------ | ---------------------- | ----------------------- | ----------- | ------------- | ---------------- | -------------------------- | ---------------- |
| Dan Aykroyd           |                  |                | X                   |                     |              | X                      |                         |             |               | X                |                            |                  |
| Danny DeVito          |                  |                |                     |                     | X            |                        |                         |             | X             |                  |                            |                  |
| Brian Doyle-Murray    |                  |                |                     | X                   |              | X                      |                         |             |               |                  |                            |                  |
| Kevin Dunn            |                  |                |                     |                     |              | X                      |                         | X           |               |                  |                            | X                |
| Ernie Hudson          |                  |                | X                   |                     |              | X                      |                         |             |               |                  |                            |                  |
| Kevin Kline           |                  |                |                     |                     |              |                        |                         | X           |               |                  | X                          |                  |
| Frank Langella        |                  |                |                     |                     |              |                        |                         | X           | X             |                  |                            | X                |
| David Margulies       |                  |                | X                   |                     |              | X                      |                         |             |               |                  |                            |                  |
| Rick Moranis          |                  |                | X                   |                     |              | X                      |                         |             |               |                  |                            |                  |
| Bill Murray           | X                | X              | X                   |                     |              | X                      |                         |             |               |                  |                            |                  |
| Annie Potts           |                  |                | X                   |                     |              | X                      |                         |             |               |                  |                            |                  |
| Harold Ramis          |                  | X              | X                   |                     |              | X                      |                         |             |               |                  |                            |                  |
| Pamela Reed           |                  |                |                     |                     |              |                        | X                       |             | X             |                  |                            |                  |
| Arnold Schwarzenegger |                  |                |                     |                     | X            |                        | X                       | X1          | X             |                  |                            |                  |
| Sigourney Weaver      |                  |                | X                   |                     |              | X                      |                         | X           |               |                  |                            |                  |

1Schwarzenegger participou do filme como a si mesmo, quando ele era presidente do
President's Council on Sports, Fitness, and Nutrition. 

## Filmografia
| Ano  | Filme                        | Diretor | Produtor (Executivo) | Outros            | Notas                                    |
| ---- | ---------------------------- | ------- | -------------------- | ----------------- | ---------------------------------------- |
| 1971 | Foxy Lady                    | X       |                      | Composer & editor |                                          |
| 1973 | Cannibal Girls               | X       | X                    |                   |                                          |
| 1979 | Meatballs                    | X       |                      |                   | Golden Reel Award                        |
| 1981 | Stripes                      | X       | X                    |                   |                                          |
| 1981 | Heavy Metal                  |         | X                    |                   |                                          |
| 1984 | Ghostbusters                 | X       | X                    |                   | Saturn Award for Best Fantasy Film       |
| 1986 | Legal Eagles                 | X       | X                    | Writer            |                                          |
| 1988 | Twins                        | X       | X                    |                   |                                          |
| 1989 | Ghostbusters II              | X       | X                    |                   |                                          |
| 1990 | Kindergarten Cop             | X       | X                    |                   |                                          |
| 1992 | Stop! Or My Mom Will Shoot   |         | X                    |                   |                                          |
| 1993 | Dave                         | X       | X                    |                   |                                          |
| 1994 | Junior                       | X       | X                    |                   |                                          |
| 1996 | Space Jam                    |         | X                    |                   |                                          |
| 1997 | Fathers' Day                 | X       | X                    |                   |                                          |
| 1998 | Six Days Seven Nights        | X       | X                    |                   |                                          |
| 2000 | Road Trip                    |         | X                    |                   |                                          |
| 2001 | Evolução                     | X       | X                    |                   |                                          |
| 2003 | Elephant                     |         | X                    |                   |                                          |
| 2006 | My Super Ex-Girlfriend       | X       |                      |                   |                                          |
| 2006 | Trailer Park Boys: The Movie |         | X                    |                   |                                          |
| 2007 | Disturbia                    |         | X                    |                   |                                          |
| 2009 | Up in the Air                |         | X                    |                   | Nominated—Academy Award for Best Picture |
| 2011 | No Strings Attached          | X       | X                    |                   |                                          |
| 2012 | Hitchcock                    |         | X                    |                   |                                          |